# Polyamia reticulata
Polyamia reticulata är en insektsart som beskrevs av Rauno E. Linnavuori 1959. Polyamia reticulata ingår i släktet Polyamia och familjen dvärgstritar. Inga underarter finns listade i Catalogue of Life.